# عمرو حنفي
عمرو حنفي (2 مارس 1963، البحر الأحمر -) شغل منصب وكيل جهاز المخابرات العامة عام 2015، وعمل في أقسام العمليات والعلاقات الدولية والاتصالات السياسية في الجهاز ذاته بین عامي 2005 و2019، كان قنصلا في جدة بين 2000 و 2004 ومستشار سفارة جمهورية مصر العربية في المملكة المغربية بين 1995 و 1999، عمل في محافظة القاهرة ونال عدة أوسمة وميداليات منها؛ ميدالية الخدمة الطويلة والقدوة الحسنة عامي 2014 و 2017، حاصل على ليسانس في الحقوق وبكالوريوس العلوم الشرطية عام 1984 من أكاديمية الشرطة في جمهورية مصر العربية.